# Larissa Pimenta
Larissa Pimenta (1 de marzo de 1999) es una deportista brasileña que compite en judo.
Participó en dos Juegos Olímpicos de Verano en los años 2020 y 2024, obteniendo dos medallas de bronce en París 2024 en –52 kg y el equipo mixto. Ganó tres medallas en los Juegos Panamericanos, en los años 2019 y 2023, y seis medallas en el Campeonato Panamericano de Judo entre los años 2019 y 2024.

## Carrera

### 2018-2020
A sus 19 años, Pimenta ganó la medalla de oro en la prueba de 52 kg femenino en los Juegos Sudamericanos de 2018 celebrados en Cochabamba, Bolivia.
Pimenta obtuvo una medalla de bronce en el Gran Prix de Tbilisi de 2019, la primera en torneos de Gran Prix. En el Gran Prix de Antalya de 2019 consiguió su segundo bronce consecutivo. En el Campeonato Panamericano de Judo de 2019, celebrado en Lima, Perú, Pimenta ganó la medalla de oro en la prueba de 52 kg. Subió por primera vez al podio en un Grand Slam (el torneo que más puntos da en el ranking de judo después de los Juegos Olímpicos, los Campeonatos del Mundo y el World Masters) en el Grand Slam de Bakú de 2019, obteniendo un bronce. Obtuvo el título más importante de su carrera hasta la fecha al ganar los Juegos Panamericanos de 2019. Ese mismo año, compitió en la prueba femenina de 52 kg en el Campeonato Mundial de Judo de 2019 celebrado en Tokio, Japón. Pimenta ganó su primer partido, contra Raguib Abdourahman de Yibuti, pero fue eliminada en su siguiente partido, contra Uta Abe de Japón, quien ganó la medalla de oro y luego se convertiría en campeona olímpica. En octubre también fue medallista de plata en el Grand Slam de Brasilia de 2019.
En febrero de 2020, ganó el bronce en el Grand Slam de París de 2020 al derrotar a Sarah Menezes. En noviembre de 2020 también ganó una de las medallas de bronce en la prueba de 52 kg femenino en el Campeonato Panamericano de Judo celebrado en Guadalajara, México. 
En 2021 compitió en la prueba de 52 kg femenino en el World Masters celebrado en Doha, Catar, siendo superada por ippon en la primera pelea por la surcoreana Park Da-Sol. En marzo de 2021 terminó quinta en el Grand Slam de Tbilisi de 2021. En abril, consiguió la medalla de oro en su evento en el Campeonato Panamericano de Judo de 2021 celebrado en Guadalajara, México. En junio de 2021, Pimenta ganó una de las medallas de bronce en la prueba por equipos mixtos del Campeonato Mundial de Judo de 2021 celebrado en Budapest, Hungría. También compitió en la prueba femenina de 52 kg, donde fue eliminada en su segunda pelea.

### Juegos Olímpicos de Verano 2020
En 2021, Pimenta representó a Brasil en los Juegos Olímpicos de 2020 en Tokio, Japón. Compitió en la prueba femenina de 52 kg, donde fue eliminada en octavos de final por la eventual medallista de oro Uta Abe de Japón. Pimenta también formó parte de la competencia de equipos mixtos, perdiendo sus peleas dos veces frente a competidores en categorías de mayor peso.

### 2021-2024
Pimenta ganó el oro en el Campeonato Panamericano y de Oceanía de Judo de 2022 en Lima, convirtiéndose en tricampeona de la competencia. Llegó a los cuartos de final del Campeonato Mundial de Judo de 2022, pero luego perdió dos peleas seguidas y terminó en séptimo lugar.
En febrero de 2023 logró un bronce en el Grand Slam de Tel Aviv de 2023. Pimenta ganó el oro en el Campeonato Panamericano y de Oceanía de Judo de 2023 en Calgary, convirtiéndose en cuatro veces campeona de la competición. Con la medalla de oro en los Juegos Panamericanos de 2023, se consagró bicampeona de la competición, además de, posteriormente, en la misma competición, conquistar una medalla de plata con la selección brasileña mixta. También terminó quinta en el Grand Slam de Tokio de 2023.
En marzo de 2024 obtuvo su primer título a nivel Gran Prix al obtener el oro en el Gran Prix de Linz de 2024. Pimenta ganó el oro en el Campeonato Panamericano y de Oceanía de Judo de 2024 en Río de Janeiro, convirtiéndose en cinco veces campeona de la competencia. Obtuvo la medalla de plata en el Grand Slam de Astaná de 2024. En el Campeonato Mundial de Judo de 2024, Pimenta repitió su actuación de 2022, donde llegó a cuartos de final, pero posteriormente perdió dos peleas, terminando en el séptimo lugar. Odette Giuffrida, que venció a Pimenta en cuartos de final, quedó campeona del torneo.

## Palmarés internacional
| Juegos Olímpicos        | Juegos Olímpicos        | Juegos Olímpicos  | Juegos Olímpicos |
| Año                     | Lugar                   | Medalla           | Categoría        |
| ----------------------- | ----------------------- | ----------------- | ---------------- |
| 2024                    | París (Francia)         | Medalla de bronce | –52 kg           |
| 2024                    | París (Francia)         | Medalla de bronce | Equipo mixto     |
| Juegos Panamericanos    |                         |                   |                  |
| Año                     | Lugar                   | Medalla           | Categoría        |
| 2019                    | Lima (Perú)             | Medalla de oro    | –52 kg           |
| 2023                    | Santiago (Chile)        | Medalla de oro    | –52 kg           |
| 2023                    | Santiago (Chile)        | Medalla de plata  | Equipo mixto     |
| Campeonato Panamericano |                         |                   |                  |
| Año                     | Lugar                   | Medalla           | Categoría        |
| 2019                    | Lima (Perú)             | Medalla de oro    | –52 kg           |
| 2020                    | Guadalajara (México)    | Medalla de bronce | –52 kg           |
| 2021                    | Guadalajara (México)    | Medalla de oro    | –52 kg           |
| 2022                    | Lima (Perú)             | Medalla de oro    | –52 kg           |
| 2023                    | Calgary (Canadá)        | Medalla de oro    | –52 kg           |
| 2024                    | Río de Janeiro (Brasil) | Medalla de oro    | –52 kg           |